# Vonsildkredsen
Vonsildkredsen (officielt navn: Vejle Amts 6. Valgkreds) var fra 1866 til 1920 en valgkreds til Folketinget og fra 1920 til 1970 en opstillingskreds (officielt navn: Vejle Amtskreds 6. Kreds) til Folketinget. Kredsen var speciel ved at omfatte områder i både Vejle Amt og Ribe Amt.
Vonsildkredsen bestod af 8 landkommuner ("De Otte Sogne") i Vejle Amt:
- Vonsild Kommune (Vonsild Sogn)
- Dalby Kommune Dalby Sogn)
- Sønder Bjert Kommune (Sønder Bjert Sogn)
- Sønder Stenderup Kommune (Sønder Stenderup Sogn)
- Hejls Kommune (Hejls Sogn)
- Vejstrup Kommune (Vejstrup Sogn)
- Taps Kommune (Taps Sogn)
- Ødis Kommune (Ødis Sogn)

og 3 landkommuner i Ribe Amt:
- Vamdruo-Hjarup Kommune (Vamdrup Sogn og Hjarup Sogn)
- Skanderup Kommune (Skanderup Sogn)
- Seest Kommune (Seest Sogn)[1]

## Historie
I forbindelse med fredsslutningen efter 2. slesvigske krig i 1864 hvor hertugdømmerne overgik til Preussen, blev grænsen mellem Danmark og Slesvig reguleret, så Danmark fik Ærø, otte sogne syd for Kolding og området omkring Ribe i bytte for de Kongerigske enklaver i Slesvig. Området syd for Kolding kaldet "De Otte Sogne" kom med i Vejle Amt. Vonsildkredsen blev oprettet som en ny folketingsvalg for De Otte Sogne, og der blev samtidig flyttet 4 sogne fra Bækkekredsen i Ribe Amt til Vonsildkredsen. Derved kom kredsen som den eneste folketingsvalgkreds til at omfatte dele af to forskellige amter.
Det første valg til Folketinget i valgkredsen blev afholdt 11. april 1866. Kredsen overgik til en opstillingskreds i Vejle Amtskreds i 1920 og forblev geografisk uforandret med de samme sogne til det sidste valg i kredsen i 1968. Kredsen blev nedlagt i forbindelse med kommunalreformen i 1970.

## Folketingsmedlemmer valgt i Vonsildkredsen
Kildeangivelserne i parentes henviser til bind og sidetal i Rigsdagens Medlemmer gennem Hundrede Aar.
- C.A. Kjær 11. april 1866 — 4. juni 1866 (I, s. 290)
- Simon Raben 4. juni 1866 — 20. september 1872 (II, s. 142-143)
- Hans Buch 20. september 1872 — 24. maj 1881 (I, s. 79)
- Chr. Bay 24. maj 1881 — 26. juli 1881 (I, s. 28)
- Poul Hansen Roed 26. juli 1881 — 28. januar 1887 (II, s. 163-164)
- Enevold Sørensen 28. januar 1887 — 20. april 1892 (II, s. 224-225)
- Jeppe Madsen Paulin 20. april 1892 — 5. april 1898 (II, s. 115)
- Anders Jessen 5. april 1898 — 20. maj 1910 (I, s. 267)
- L.H. Bramsen 20. maj 1910 — 20. maj 1913 (I, s. 62)
- Rasmus Hansen-Stavnsbjerg 20. maj 1913 — 21. april 1920 (I, s. 204)

Desuden blev M. Mørk Hansen valgt i kredsen i 1865 til Rigsrådets Folketing (II, s. 70-71)